# 白孝节
白孝节（?—?），唐朝时龟兹王。
白孝节，原名白多匝，是白莫苾之子。开元七年（719年），白莫苾去世，白多匝即位为王，后改名白孝节。开元十八年（730年），他派遣弟弟白孝义来朝向唐玄宗朝贡。白孝节为大唐平叛立下了不朽之功。安史之乱爆发后，他派王弟白孝德入关勤王，白孝德官至镇西（安西）、北庭行营节度使、吏部尚书、太子少傅。
| 前任： 白莫苾 | 龟兹国王 719年—760年代之后 | 繼任： 白环 |